# Tuhanka
Tuhanka (Ammannia) je rod rostlin z čeledi kyprejovité. Jsou to byliny nebo řidčeji keře se vstřícnými jednoduchými listy a drobnými, někdy i bezkorunnými květy. Některé druhy jsou vodní. Rod zahrnuje v současném pojetí 84 druhů a je rozšířen v tropech a subtropech téměř celého světa. Na základě fylogenetických výzkumů byly do rodu tuhanka vřazeny rody tuhankovec (Nesaea, 33 druhů v Africe) a Hionanthera (2 druhy v Africe). Některé druhy tuhanky jsou pěstovány jako akvarijní rostliny, jiné mají význam v tradiční medicíně.

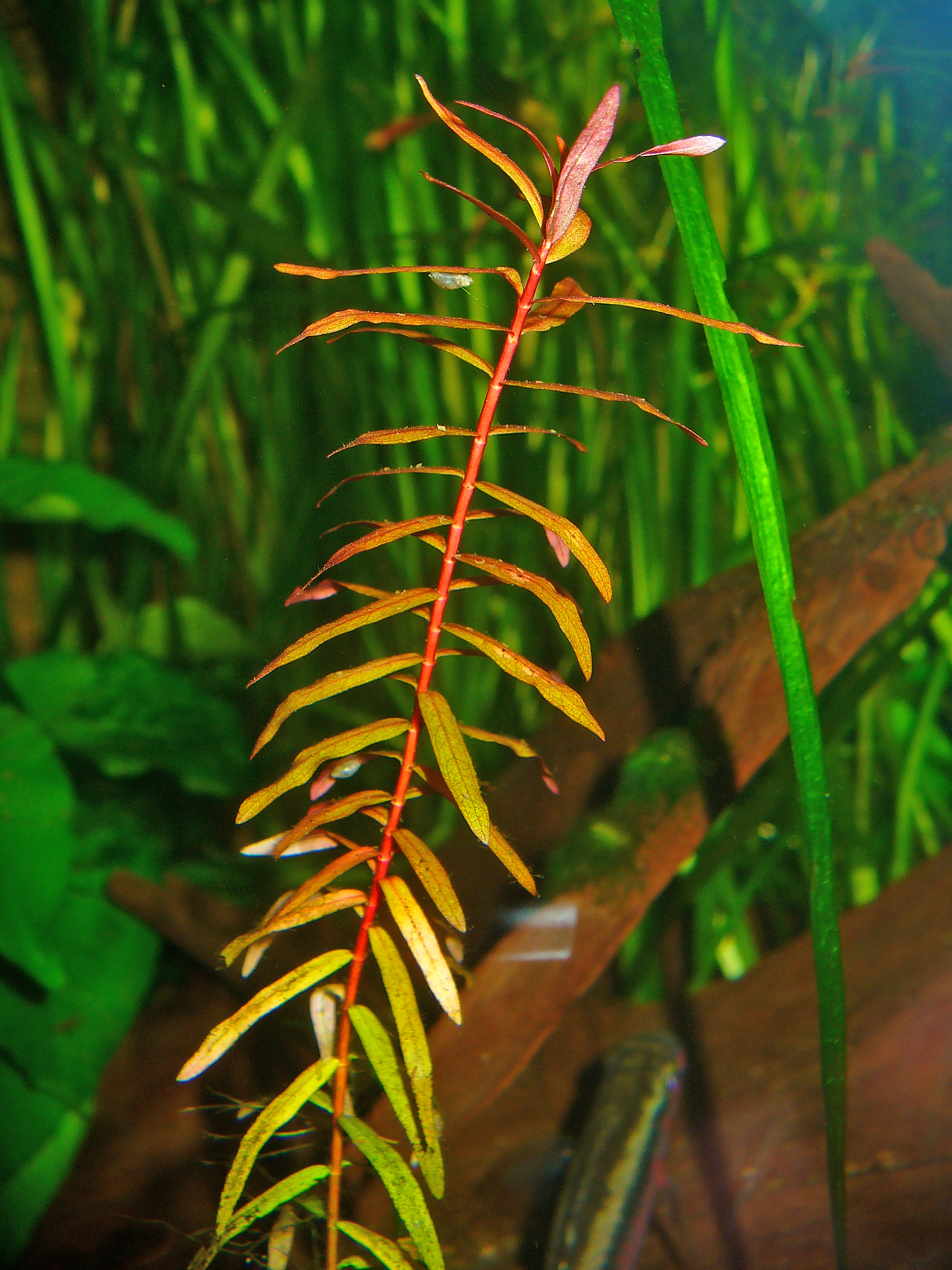
Tuhanka senegalská jako akvarijní rostlina

## Popis
Tuhanky jsou jednoleté nebo vytrvalé byliny, řidčeji malé keře. Mladé větévky jsou často čtyřhranné nebo i slabě křídlaté. Listy jsou jednoduché, vstřícné (výjimečně u bývalého rodu Nesaea přeslenité nebo i střídavé), téměř nebo zcela přisedlé, tenké, obvykle křižmostojné. Květy jsou pravidelné, nejčastěji čtyřčetné, řidčeji až osmičetné, v hlávkovitě stažených nebo rozvolněných vrcholících. Květní trubka (hypanthium) je zvonkovitá nebo baňkovitá, zřetelně 4 až 16 žilná, zakončená 4 (až 6) krátkými laloky kalicha. Segmenty kalíšku mezi laloky kalicha jsou velmi drobné nebo zcela chybějí. Koruna je opadavá (výjimečně vytrvalá), složená z 1 až 8 volných korunních lístků, případně zcela chybí. Tyčinek je 2 až 23. Semeník je kulovitý, neúplně rozdělený na 2 až 4 komůrky s mnoha vajíčky. Čnělka je krátká nebo dlouhá, zakončená hlavatou bliznou. Báze čnělky je za plodu vytrvalá. Plodem je kulovitá, průsvitná, od vrcholu nepravidelně nebo zprvu kolem dokola pukající tobolka většinou s mnoha semeny.

## Rozšíření
Rod zahrnuje 84 druhů. Je rozšířen zejména v tropech a subtropech Africe a Asii, v menší míře i v Evropě, Austrálii a Americe.
Druh A. auriculata je rozšířen v tropech a subtropech všech kontinentů. Rovněž areál druhů A. baccifera a A. multiflora je velmi rozlehlý a sahá od Afriky až po Austrálii. Na Madagaskaru se vyskytuje 7 druhů bývalého rodu Nesaea.
V Evropě se vyskytují 2 druhy, rozšířené ve východním Rusku. Druh A. verticillata roste zdomácněle i v některých zemích Středomoří. Z Austrálie jsou uváděny 4 druhy.

## Taxonomie
Rod Ammannia je vzhledem, morfologií květů i typem stanovišť velmi podobný africkému rodu Nesaea (celkem 33 druhů). V minulosti byly oba rody vymezeny zejména způsobem otevírání plodů (nepravidelně pukající u Ammannia, zpočátku kolem dokola, později nepravidelně pukající u Nesaea). Další podobný rod, Hionanthera, byl popsán v roce 1955 a vyskytuje se ve dvou druzích v Africe. Mezi hlavní taxonomické znaky odlišující jej od rodu Ammannia náleží menší počet větších semen v plodech a vytrvalá, neopadavá koruna. Na základě fylogenetické studie, vydané v roce 2016, byly všechny 3 rody spojeny do rodu Ammannia, zahrnujícího po revizi 84 dosud popsaných druhů.

## Zástupci
- tuhanka dlouholistá (Ammannia pedicellata), syn. tuhankovec dlouholistý (Nesaea pedicellata)
- tuhanka dužnatá (Ammannia crassicaulis), syn. tuhankovec dužnatý (Nesaea crassicaulis)
- tuhanka něžná (Ammannia gracilis)
- tuhanka senegalská (Ammannia senegalensis)[8]

## Význam
Některé druhy jsou pěstovány jako akvarijní rostliny, např. tuhanka něžná (Ammannia gracilis), tuhanka senegalská (A. senegalensis) a některé druhy dříve řazené do rodu Nesaea.
Druh A. baccifera je využíván v tradiční indické medicíně zejména při revmatismu, na různé kožní neduhy a jako laxativum. Extrakt z této rostliny má prokazatelný účinek při rozpouštění ledvinových kamenů.